# The Idol of Paris
The Idol of Paris è un film muto del 1914 diretto da Maurice Elvey.

## Produzione
Il film fu prodotto dalla British & Colonial Kinematograph Company.

## Distribuzione
Uscì nelle sale cinematografiche britanniche distribuito dall'Ideal.